# Лангара, Хуан де
Хуа́н Каета́но де Ла́нгара-и-Уа́рте (исп. Juan Cayetano de Lángara y Huarte; 1736, Ла-Корунья — 18 января 1806, Мадрид) — испанский адмирал.

## Биография
Происходил из старой дворянской андалузской семьи.
В чин контр-адмирала командовал испанским флотом 16 января 1780 года в сражении при лунном свете, в котором после отчаянного сопротивления, 3 раза раненый, был взят в плен англичанами. За геройское поведение в этом бою король Карл III произвел его в вице-адмиралы.
В 1793 году, командуя испанским флотом, совместно с английским адмиралом Худом занял Тулон, когда там произошла контр-революция. Когда Худ, под влиянием Нельсона, не выполнил своего обещания возвратить в целости французские корабли при уходе из Тулона и начал их уничтожать, Лангара протестовал против этого, и, благодаря ему, часть французского флота была спасена. Помимо выполнения своего слова, им руководило и сознание, что союз с Англией только временный, и что уничтожение французского флота невыгодно для Испании. И действительно, в 1796 году Испания уже была союзницей Франции, и теперь именно Лангаре пришлось сыграть выдающуюся роль в очищении Средиземного моря от английского флота.
В 1797 году Лангара был назначен морским министром, но пробыл в этой должности только год. Лангара умер в 1806 году в чине полного адмирала.

## Исследование побережья близ Ванкувера
Флот под командованием Лангары исследовал побережье, где ныне находится г. Ванкувер, и нанёс его на карту. В честь Лангары назван ряд мест в Британской Колумбии, в том числе о. Лангара и Колледж Лангара.